# Canton de Saint-Michel-sur-Orge
Le canton de Saint-Michel-sur-Orge est une ancienne division administrative et circonscription électorale française située dans le département de l’Essonne et la région Île-de-France.

## Géographie

### Situation
| Type d’occupation           | Pourcentage | Superficie (en hectares) |
| --------------------------- | ----------- | ------------------------ |
| Espace urbain construit     | 66,4 %      | 354,37                   |
| Espace urbain non construit | 17,0 %      | 90,79                    |
| Espace rural                | 16,6 %      | 88,66                    |
| Source : Iaurif             |             |                          |

Le canton de Saint-Michel-sur-Orge était organisé autour de la commune de Saint-Michel-sur-Orge dans l’arrondissement de Palaiseau. Son altitude variait entre trente-huit mètres et quatre-vingt-onze mètres à Saint-Michel-sur-Orge, pour une altitude moyenne de soixante-six mètres.

### Composition
Le canton de Saint-Michel-sur-Orge comptait une commune :
| Communes              | Population (2012) | Code postal | Code Insee  |
| --------------------- | ----------------- | ----------- | ----------- |
| Saint-Michel-sur-Orge | 20 046 hab.       | 91240       | 91 3 33 570 |

### Démographie
| 1975   | 1990   | 1999   | 2006   | 2011   | 2012   |
| ------ | ------ | ------ | ------ | ------ | ------ |
| 20 727 | 20 771 | 20 375 | 20 041 | 20 224 | 20 188 |

### Pyramide des âges
| Hommes | Classe d’âge | Femmes |
| ------ | ------------ | ------ |
| 0,1    | 90 ans ou +  | 0,6    |
| 4,6    | 75 à 89 ans  | 7,5    |
| 11,1   | 60 à 74 ans  | 12,0   |
| 19,5   | 45 à 59 ans  | 20,1   |
| 22,8   | 30 à 44 ans  | 21,0   |
| 20,7   | 15 à 29 ans  | 20,2   |
| 21,3   | 0 à 14 ans   | 18,7   |

| Hommes | Classe d’âge | Femmes |
| ------ | ------------ | ------ |
| 0,3    | 90 ans ou +  | 0,8    |
| 4,4    | 75 à 89 ans  | 6,7    |
| 11,3   | 60 à 74 ans  | 11,9   |
| 19,9   | 45 à 59 ans  | 20,0   |
| 21,9   | 30 à 44 ans  | 21,4   |
| 20,6   | 15 à 29 ans  | 19,2   |
| 21,7   | 0 à 14 ans   | 20,0   |

## Historique
Le canton de Saint-Michel-sur-Orge fut créé par un décret ministériel du 7 décembre 1975 en démembrement de l’ancien canton de Brétigny-sur-Orge.

## Représentation

### Conseillers généraux du canton de Saint-Michel-sur-Orge
| Période | Période          | Identité            | Étiquette    | Qualité                                                                                                 |
| ------- | ---------------- | ------------------- | ------------ | --- |
| 1976    | 2011 (démission) | Jean-Loup Englander | PCF puis DVG | Inspecteur du Trésor Président du syndicat intercommunal de l’Orge aval, maire de Saint-Michel-sur-Orge |
| 2011    | 2015             | Clothilde Buffone   | DVG          | Directrice d'école retraitée                                                                            |

### Résultats électoraux
Élections cantonales, résultats des deuxièmes tours :
- Élections cantonales de 1994 : 53,98 % pour Jean-Loup Englander (EXG), 46,02 % pour Francis Decoux (UDF), 57,10 % de participation[8].
- Élections cantonales de 2001 : 61,71 % pour Jean-Loup Englander (DVG), 38,29 % pour Francis Decoux (DL), 54,40 % de participation[9].
- Élections cantonales de 2008 : 58,15 % pour Jean-Loup Englander (DVG), 41,85 % pour Sophie Rigault (UMP), 60,78 % de participation[10].

## Économie

### Emplois, revenus et niveau de vie
| Répartition des emplois par catégories socioprofessionnelles en 2006. |              |                                           |                                                   |                            |                          |                           |
|                                                                       | Agriculteurs | Artisans, commerçants, chefs d’entreprise | Cadres et professions intellectuelles supérieures | Professions intermédiaires | Employés                 | Ouvriers                  |
| Canton de Saint-Michel-sur-Orge                                       | 0,1 %        | 5,3 %                                     | 17,5 %                                            | 27,9 %                     | 29,9 %                   | 19,3 %                    |
| Département de l’Essonne                                              | 0,2 %        | 4,5 %                                     | 22,1 %                                            | 27,7 %                     | 27,6 %                   | 17,9 %                    |
| Moyenne nationale                                                     | 2,2 %        | 6,0 %                                     | 15,4 %                                            | 24,6 %                     | 28,7 %                   | 23,2 %                    |
| Répartition des emplois par secteurs d’activités en 2006.             |              |                                           |                                                   |                            |                          |                           |
|                                                                       | Agriculture  | Industrie                                 | Construction                                      | Commerce                   | Services aux entreprises | Services aux particuliers |
| Canton de Saint-Michel-sur-Orge                                       | 1,1 %        | 8,6 %                                     | 9,9 %                                             | 21,9 %                     | 13,6 %                   | 4,9 %                     |
| Département de l’Essonne                                              | 0,8 %        | 11,5 %                                    | 6,1 %                                             | 15,4 %                     | 18,8 %                   | 6,4 %                     |
| Moyenne nationale                                                     | 3,5 %        | 15,2 %                                    | 6,4 %                                             | 13,3 %                     | 13,3 %                   | 7,6 %                     |
| Sources : Insee,                                                      |              |                                           |                                                   |                            |                          |                           |